# Cessna Citation X
Die Cessna Citation X (auch gesprochen: Citation Ten) ist ein zweistrahliges Geschäftsreiseflugzeug des US-amerikanischen Herstellers Textron Aviation. Sie gehört zur Flugzeugfamilie der Citation und war mit einer Reisegeschwindigkeit von mehr als 970 km/h der schnellste Business-Jet der Welt.

## Geschichte und Entwicklung
Mit der Citation X wollte Cessna das Image der Citation-Familie verbessern. In den 1970er Jahren hatten die Jets als praktisch gegolten, verschlechterten ihr Image aber schnell dadurch, dass die Geschwindigkeit um einiges niedriger war als beim Konkurrenten Learjet. Cessna hatte einige Schwierigkeiten, dieses Bild zu beseitigen, obwohl mittlerweile die Geschwindigkeit der Citation-Jets an die der Konkurrenz angepasst wurde.
Die Cessna Citation X (auch Cessna 750) wurde zum ersten Mal im Oktober 1990 in New Orleans vorgestellt und sollte im November 1995 zugelassen werden, dies wurde aber wegen technischer Probleme mehrmals verschoben. Das größte Problem war die Zusammenführung der Avionik und der Triebwerke zum Rest des Flugzeugs. Dazu kam die Instabilität der Triebwerke bei Vogelschlag. Da die maximale Startmasse noch einmal um 800 Pfund (ca. 363 kg) erhöht werden sollte, verzögerte sich die Zulassung erneut bis April 1996. Diese Änderung sollte eine dauerhafte Nutzlast von 1.400 Pfund (ca. 635 kg) bewirken, was einer Belastung von ungefähr sieben Passagieren entspricht. Die endgültige Zulassung fand dann am 3. Juni 1996 statt. Das erste Exemplar wurde bereits im Juni 1996 an den amerikanischen Profigolfer Arnold Palmer, einen langjährigen Cessna-Kunden, ausgeliefert. Das Designer-Team gewann im selben Jahr die Collier Trophy.
Am 22. Mai 1998 erhielt die Citation X dann die Zulassung für Kanada, ein Jahr später folgte die Genehmigung der europäischen Luftfahrtbehörden. Im Oktober 2000 kündigte Cessna ein Upgrade an, das am 1. Januar 2002 auf den Markt kam. Diese überarbeitete Version zeichnet sich vor allem durch eine verbesserte Avionik, eine fünfprozentige Erhöhung des Schubs und eine erneute Erhöhung des Abfluggewichts aus.
Die Citation X war nach der Ausmusterung der Concorde das schnellste zivile in Serie gebaute Flugzeug der Welt, bis Gulfstream im Rahmen der Zulassung des neuen Musters Gulfstream G650 eine Geschwindigkeit von Mach 0,925 erreichte.

### Citation X+
Am 27. Juni 2014 erhielt Cessna von der Federal Aviation Administration (FAA) die Zulassung für die Weiterentwicklung Cessna Citation X+. Die zulässige Höchstgeschwindigkeit der X+ ist Mach 0,935, womit das Flugzeug offiziell das gegenwärtig schnellste zivile in Serie gebaute Flugzeug ist.
2018 wurde die Produktion der Citation X+ eingestellt. Auch nach der Überarbeitung konnten nur noch wenige Flugzeuge verkauft werden, außerdem befand sich mit der Cessna Citation Longitude bereits ein neues Flugzeug mit ähnlicher Größe in der Zulassungsphase.

## Citation Ten
Am 18. Oktober 2010 gab Cessna in Atlanta bekannt, die Citation X ein weiteres Mal zu modernisieren. Der Rumpf soll um 15 inch (ca. 38 Zentimeter) gestreckt werden, Winglets werden serienmäßig verbaut und die noch vorhandenen analogen Anzeigen werden weitestgehend durch die Anzeigen des Garmin 5000 mit Touchscreens ersetzt werden. Durch die schubstärkeren und sparsameren Rolls-Royce AE 3007C2 mit neuem Fan soll die Maschine auch eine höhere Reichweite und bessere Steigleistung erreichen. Laut Cessna soll die Reichweite sich um fast 400 Kilometer vergrößern und sich die Nutzlast um 214 Pfund (97 Kilogramm) erhöhen. Die um 37 cm verlängerte Passagierkabine wird mit neuen Sitzen und einem zeitgemäßen Bordunterhaltungssystem und LED-Beleuchtung ausgerüstet.
Der Erstflug dieses zur Unterscheidung von Citation X als Citation Ten bezeichneten Flugzeuges erfolgte am 17. Januar 2012, die Zulassung ist für Mitte 2013 geplant und die Auslieferung soll in der zweiten Jahreshälfte 2013 beginnen.
Die höchstzulässige Machzahl der Citation Ten liegt derzeit bei 0,935 und soll noch weiter erhöht werden. Als Verkaufspreis gibt Flightglobal 22 Millionen US-Dollar an.

## Technische Daten
| Daten                     | Citation X                | Citation Ten           |
| Abmessungen               | Abmessungen               | Abmessungen            |
| ------------------------- | ------------------------- | ---------------------- |
| Länge                     | 22,04 m                   | 22,43 m                |
| Spannweite                | 19,48 m                   | 21,09 m                |
| Höhe                      | 5,87 m                    | 5,86 m                 |
| Kabinenlänge              | 7,29 m                    | 7,67 m                 |
| Kabinenhöhe               | 1,73 m                    | 1,73 m                 |
| Kabinenbreite             | 1,68 m                    | 1,68 m                 |
| Gepäckraumvolumen         | 2,3 m³                    | 2,93 m³                |
| Allgemeine Angaben        |                           |                        |
| Passagiere                | 8                         | 9–12                   |
| Landepiste                | 1.036 m                   |                        |
| Startstrecke              | 1.567 m                   | 1.570 m                |
| Kaufpreis                 | 20,67 Mio. USD            |                        |
| Besatzung                 | 2 (Pilot/Copilot)         |                        |
| Betriebskosten            | 2730 USD pro Stunde       |                        |
| Triebwerke                | 2 × Rolls-Royce AE 3007C1 | AE 3007C2              |
| Schub                     | 2 × 30,09 kN (6764 lbs)   | 2 × 31,28 kN           |
| Massenangaben             |                           |                        |
| Leermasse                 | 11.068 kg                 | 10.189 kg              |
| Max. Nutzlast             | 1.043 kg                  | 1.140 kg               |
| Max. Treibstoff           | 6.210 kg                  | 6.830 kg               |
| Max. Startmasse           | 16.375 kg                 | 16.601 kg              |
| Max. Landemasse           | 14.424 kg                 | 14.584 kg              |
| Leistungen                |                           |                        |
| Max. Reisegeschwindigkeit | 1136 km/h (Mach 0,92)     | 1154 km/h (Mach 0,935) |
| Max. Reichweite           | 5.686 km                  | 6.004 km               |
| Dienstgipfelhöhe          | 15.545 m (51.000 ft)      |                        |